# Nabil Shehata

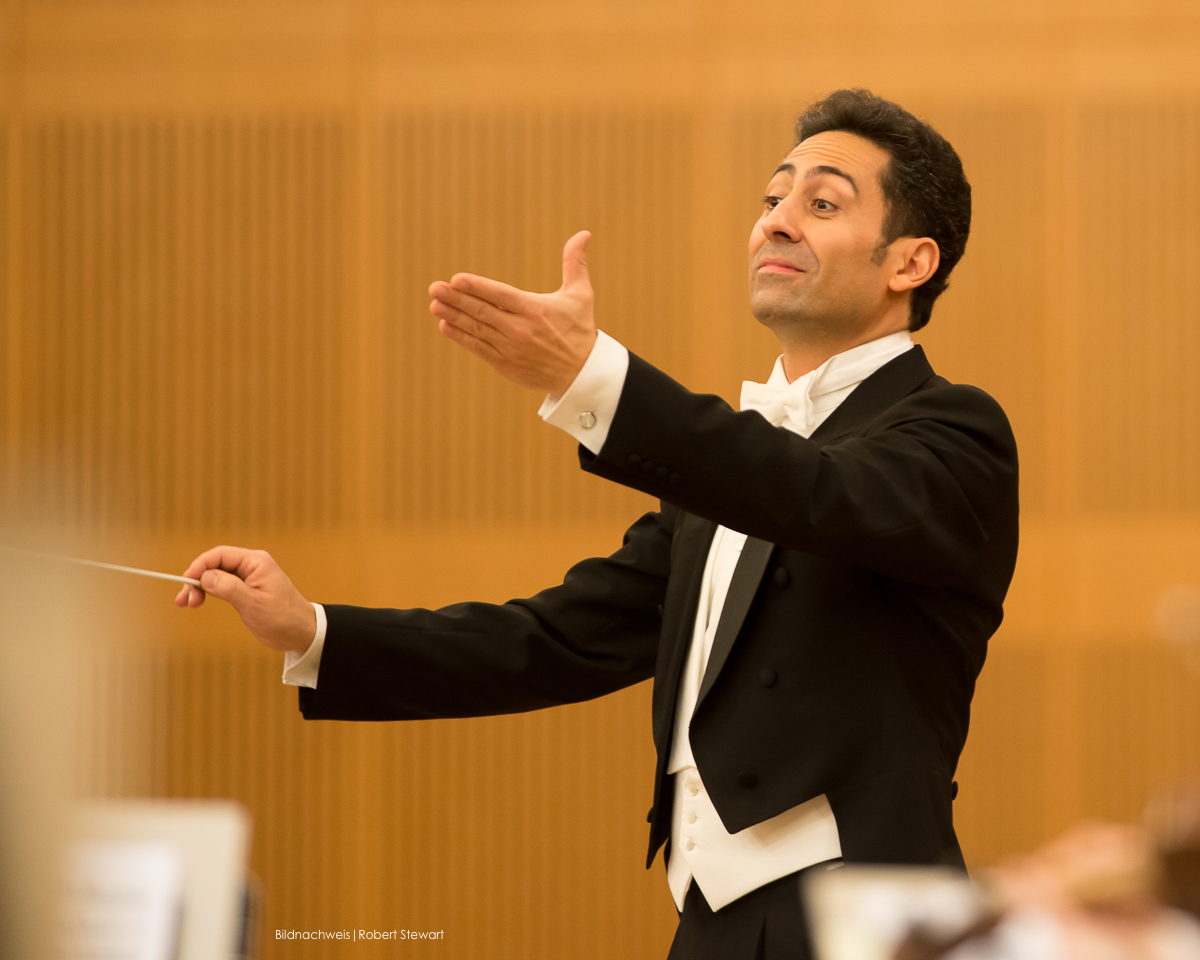
Nabil Shehata (2021)

Nabil Shehata (* 1980) ist ein deutsch-ägyptischer Dirigent und Kontrabassist. 

## Leben
Seine Laufbahn als Dirigent begann Nabil Shehata im Jahr 2006. 2007 hatte er in Cottbus sein Debüt als Dirigent. Im selben Jahr dirigierte er das Simón-Bolívar-Orchester in Venezuela. Es folgten Engagements bei dem New Japan Philharmonic Orchester, Orchestre National du Capitole de Toulouse, Deutsche Oper am Rhein, Dresdner Philharmoniker, Rundfunk-Sinfonieorchester Berlin, Deutsche Staatsphilharmonie, Stuttgarter Philharmoniker, Münchner Rundfunkorchester, Philharmonisches Orchester Luxemburg, Dortmunder Philharmoniker, Robert-Schumann-Philharmonie Chemnitz und Deutsche Kammerphilharmonie Bremen. In seiner Zeit als Chefdirigent der Kammeroper München leitete Nabil Shehata Opernproduktionen des Ensembles, darunter Cosi fan tutte, sowie eine Reihe von Sonderkonzerten. Von 2019 bis 2024 war er Chefdirigent und künstlerischer Leiter der Philharmonie Südwestfalen.
Nabil Shehatas musikalische Laufbahn begann im Alter von sechs Jahren mit Klavierstunden bei seiner Mutter. Mit neun Jahren erhielt er seinen ersten Kontrabassunterricht bei Thomas Zscherpe. Er studierte bei Michinori Bunya in Würzburg und anschließend bei Esko Laine an der Hochschule für Musik „Hanns Eisler“ Berlin. Bereits während seines Studiums übernahm Shehata die Position des Solokontrabassisten der Staatskapelle Berlin, bevor er von 2004 bis 2008 als 1. Solokontrabassist zu den Berliner Philharmonikern wechselte.

## Auszeichnungen
- 2021: Beste Orchesteraufnahme | BBC music magazine | 12/2021[4]
- 2021: Preis der Deutschen Schallplattenkritik 2021 in der Rubrik „Grenzgänge“[5]
- 2018: Opus-Klassik-Preisträger für die Kammermusikeinspielung des Jahres 2018 mit dem Kuss-Quartett[6]
- 2014: S & R Grand Prize des Washington Award[7]
- 2006: Prätorius-Förderpreis des Landes Niedersachsen[8]
- 2003: 1. Preis des Internationalen Musikwettbewerbs der ARD[1]
- 2003: Publikumspreis des Internationalen Musikwettbewerbs der ARD[1]

## Diskografie
- Camille Saint-Saëns. Cellokonzert Nr. 1 | Symphonie Nr. 1 | Bacchanale aus Samson & Dalila op. 47; Astrig Siranossian (Cello); Philharmonie Südwestfalen; Nabil Shehata. Alpha 2021[9]
- Identigration. Bridges-Kammerorchester. Shehata. Mayrhofer u.a.hr 2021[10]
- Schubert. Mozart. Beethoven: PhilSW in Concert. Philharmonie Südwestfalen. Nabil Shehata. Blu-ray Disc. 2020[11]
- Brahms, Bruch, Glière, Koussevitsky. Werke für Kontrabass und Klavier. Nabil Shehata (Kontrabass), Karim Shehata (Klavier). Genuin 2017[12]
- Mieczyslav Weinberg: Sonate für Kontrabass. Nabil Shehata. CPO 2014[13]
- Gioachino Rossini: Fantasia by Bottesini. Kyril Zlotnikov (Cello), Nabil Shehata (Kontrabass), West-Eastern Divan Orchestra, Daniel Barenboim. Eurokrats 2006[14]
- Harald Genzmer: Musik für Violoncello, Kontrabass und Klavier. Martin Ostertag (Cello), Nabil Shehata (Kontrabass), Oliver Triendl (Klavier). Bella Musical 2005.[15]
- George Onslow. Quintet Op. 81 | Sextet Op. 30. Maálot Quintett. Markus Becker | Nabil Shehata. MDG 2018[16]
- Peter Iljitsch Tschaikowski. Sinfonie Nr.5 | Ludwig van Beethoven. Die Weihe des Hauses; Philharmonie Südwestfalen; Nabil Shehata. Genuin 2023[17]
- Antonin Dvorák. Sinfonie Nr.3, Sinfonie Nr.9, Der Wassermann, Die Mittagshexe. Orchesterwerke von Antonin Dvorak. Philharmonie Südwestfalen. Nabil Shehata. Genuin 2024[18]